# Cabangan
Cabangan est une ville de 4e classe située dans la province de Zambales aux Philippines. Selon le recensement de 2010 elle est peuplée de 23 082 habitants.

## Barangays
Cabangan est divisée en 22 barangays.

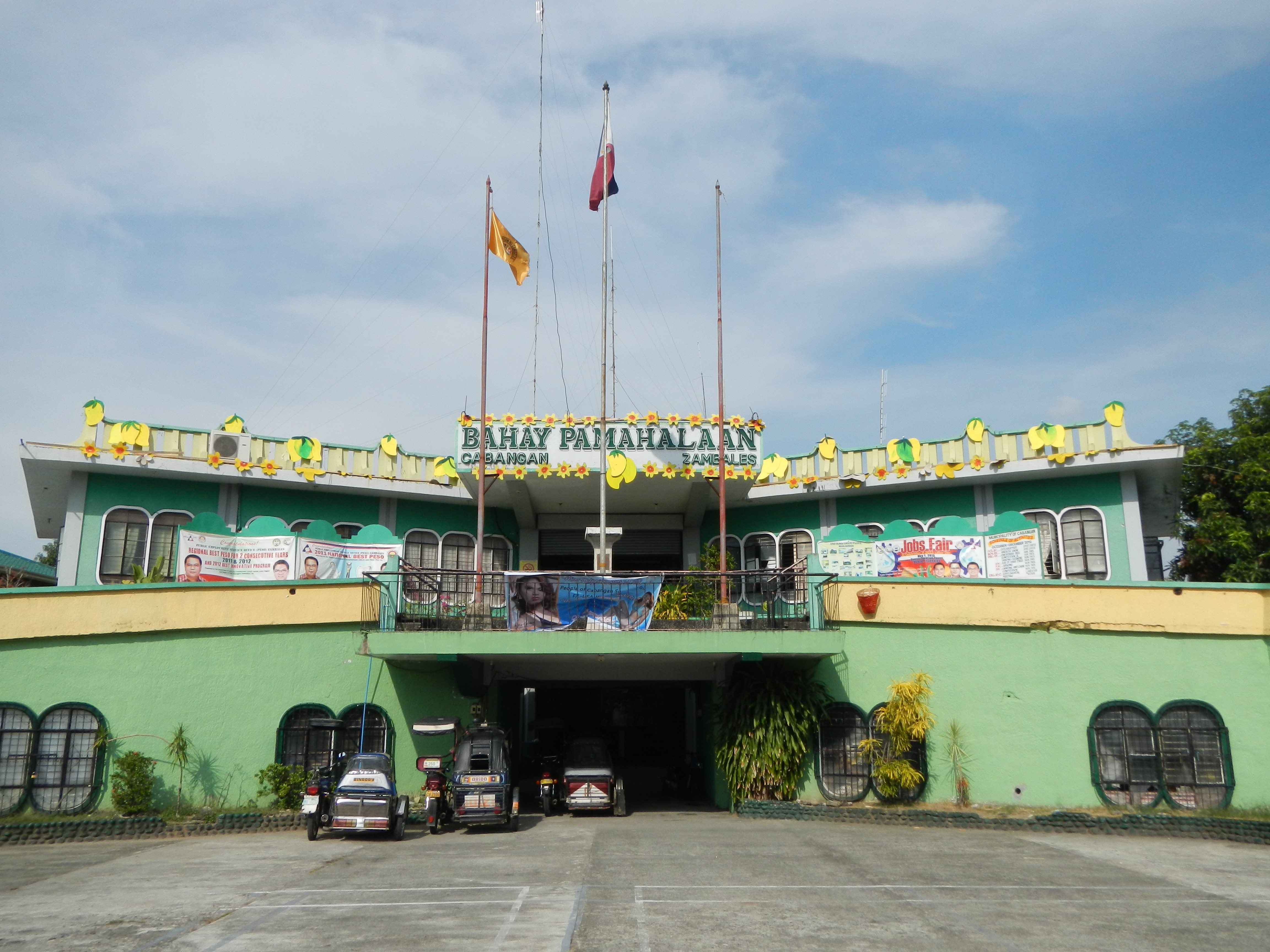
Salle municipale

- Anonang
- Apo-apo
- Arew
- Banuanbayo
- Cadmang-Reserva
- Camiling
- Casabaan
- Del Carmen
- Dolores
- Felmida-Diaz
- Laoag
- Lomboy
- Longos
- Mabanglit
- New San Juan
- San Antonio
- San Isidro
- San Juan
- San Rafael
- Santa Rita
- Santo Niño
- Tondo

## Démographie
| Année | Habitants | Évolution |
| ----- | --------- | --------- |
| 1995  | 17 231    | -         |
| 2000  | 18 848    | 9,38 %    |
| 2007  | 21 519    | 14,17 %   |
| 2010  | 23 082    | 7,26 %    |